# Dading
Dading è una serie televisiva filippina trasmessa su GMA Network dal 23 giugno al 10 ottobre 2014.

## Trama
Carding è un gay adulto che ha deciso di crescere Precious - il figlio amoroso del suo migliore amico, Beth e il suo amante Joemar.

## Personaggi
- Ricardo "Carding / Dading" Gonzales, interpretato da Gabby Eigenmann
- Elizabeth "Beth" Marasigan-Gonzales, interpretata da Glaiza de Castro
- Joemar "JM" Rodriguez, interpretato da Benjamin Alves
- Celine Pacheco-Rodriguez, interpretata da Chynna Ortaleza
- Alfredo "Lexi" Ignacio, interpretato da Gardo Versoza
- Mila Marasigan, interpretata da Sharmaine Buencamino
- Bernard Marasigan, interpretato da Toby Alejar
- Nenette Velasquez, interpretata da Mymy Davao
- Dindo, interpretato da RJ Padilla
- Precious M. Rodriguez, interpretata da Zarah Mae Deligero

## Ascolti
Secondo le valutazioni della televisione familiare Manila di AGB Nielsen nelle Filippine, il primo episodio di Dading ha ottenuto una valutazione dell'11,6%. Mentre l'episodio finale ha ottenuto un punteggio del 20,6%, che è il punteggio più alto della serie.

## Premi e candidature
| Anno | Premio                          | Categoria                        | Ricevente       | Risultato   |
| ---- | ------------------------------- | -------------------------------- | --------------- | ----------- |
| 2014 | PMPC Star Awards for Television | Migliori serie televisive diurne | Dading          | Candidato/a |
| 2014 | PMPC Star Awards for Television | Miglior attore drammatico        | Gabby Eigenmann | Candidato/a |